# Ostoja (clan)
Ostoja (Hostoja, Mościc, Ostojczyk) was een Poolse heraldische clan (ród herbowy) van middeleeuws Polen en later het Pools-Litouwse Gemenebest. Het oudste bekende middeleeuwse zegel van deze clan stamt uit 1358.
De historicus Tadeusz Gajl heeft 770 Poolse Ostoja clanfamilies geïdentificeerd.

## Telgen
De clan bracht de volgende bekende telgen voort:
- Marcin II Szyszkowski, bisschop

## Galerij

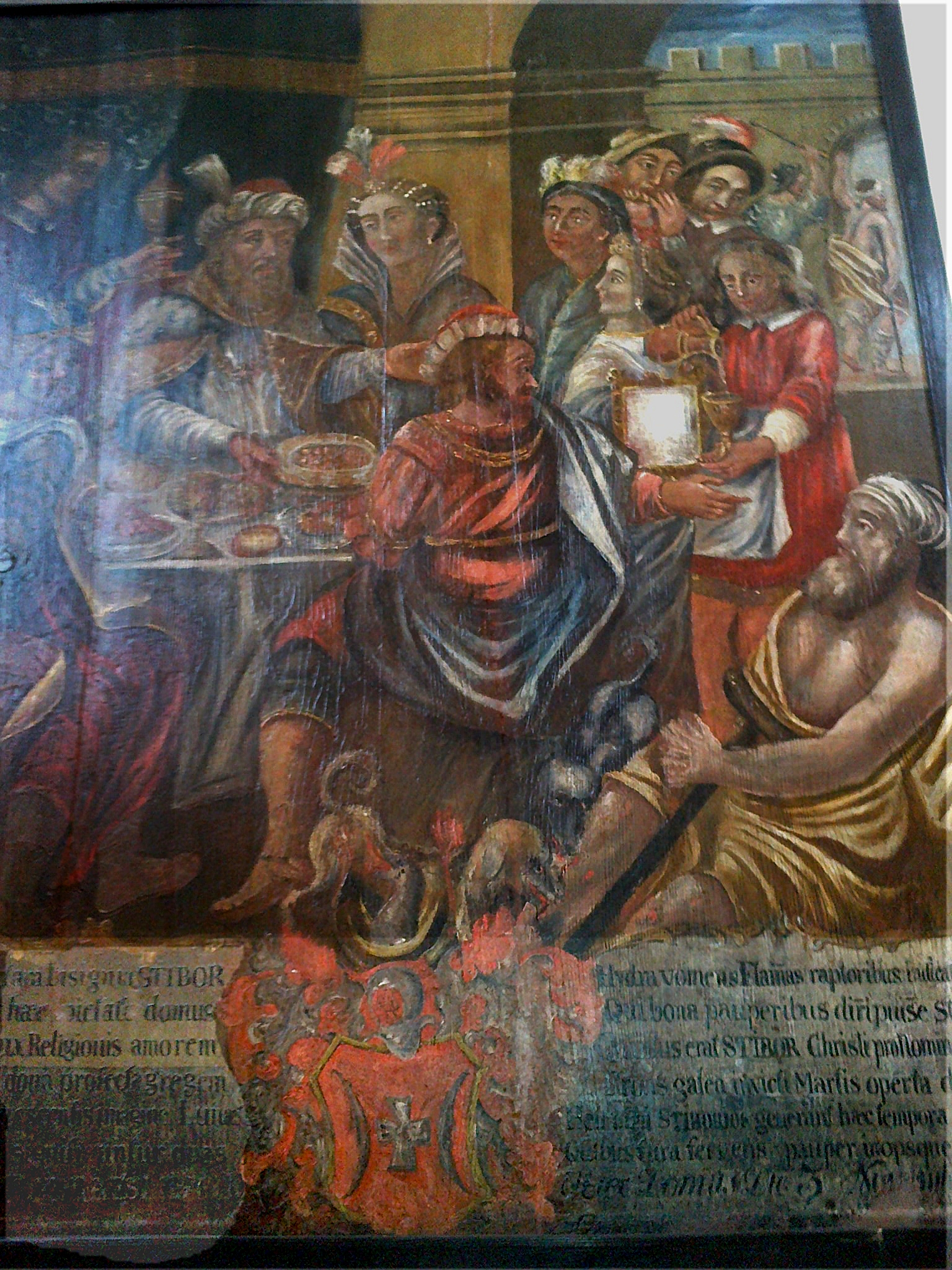
Het wapen op een 17e-eeuws schilderij.
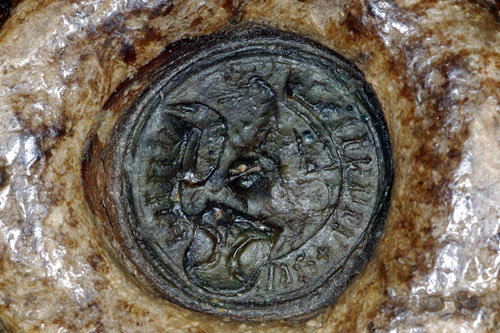
Zegel van Stibor van Poniec.